# Siphona rizaba
Siphona rizaba är en tvåvingeart som beskrevs av O'hara 1982. Siphona rizaba ingår i släktet Siphona och familjen parasitflugor. Inga underarter finns listade i Catalogue of Life.